# Isophya bicarinata
Isophya bicarinata är en insektsart som beskrevs av Karabag 1957. Isophya bicarinata ingår i släktet Isophya och familjen vårtbitare. Inga underarter finns listade i Catalogue of Life.